# Дейві Чейз
Дейві Чейз (англ. Daveigh Chase, нар. 24 червня 1990, Лас-Вегас) — американська акторка, яка відома за ролями у таких фільмах, як «Донні Дарко», «Дзвінок», «Штучний розум».

## Біографія
Народилася 24 липня 1990 року в Лас-Вегасі, штат Невада. 
Їй змінили ім'я на Дейві Елізабет Чейз незабаром після того, як її батьки Кеті Чейз і Джон Швелльєр розлучилися. З матір'ю жили у містечку Олбані, штат Орегон, але коли мова зайшла про подальшу кар'єру Дейві, сім'я переїхала в Лос-Анджелес, де її мати незабаром вдруге вийшла заміж, і у Дейві народився молодший брат Кейд.
З раннього віку любила співати і танцювати, тому брала участь в різних міських заходах і святах. Згодом мати Дейві відвезла дівчинку на конкурс «Маленька міс Америка», де вона виграла конкурс вокалістів. Після цього успіху Чейз була помічена агентством з пошуку талантів, з яким і був укладений її перший контракт, і у сім років вона вперше знялася в рекламі супів «Кемпбелл». А в 1998 році маленька актриса отримала першу головну роль в постановці музичного театру «Юта!».
Дебютом в кінематографі стала робота в кримінальній мелодрамі «Чисте вбивство» у 2000 році. А вже на наступний рік Чейз отримала роль молодшої сестри головного героя Саманти Дарко в фантастичному трилері «Донні Дарко». В цей же рік з її участю вийшла зворушлива фантастична драма Стівена Спілберга «Штучний розум» про дитину-робота.
А в 2002 році вона зіграла одну з головних ролей, дівчинку Самару в американському рімейку культового японського фільму жахів «Дзвінок», за що отримала кінопремію каналу MTV як найкращий лиходій. У наступні роки Дейві також знялася в комедійній мелодрамі «Кароліна», продовженні історії дивного сімейства Дарко «С. Дарко», де вже всі події відбуваються навколо неї, драмі про наркоманію «Жовтий» і історії про взаємодопомогу і любов «Маленький червоний візок».
Чейз знялась у багатьох серіалах, її можна побачити в таких теленовелах, як «Швидка допомога», «Дотики ангела», «Сабріна - маленька відьма», «Практика», «Зачаровані», «Майданчик», «Сімейний закон», «Це життя», «Так, люба!», «CSI Місце злочину», «Без сліду», «Мертва справа», «Велика любов», «Милосердя».
Також Дейві відома по озвучці Ліло у всіх мультфільмах про «Ліло і Стіч», а також десятирічної японської дівчинки в стрічці Хаяо Міядзакі «Віднесені примарами».
У 1999 році Чейз брала участь в одному дитячому вокальному колективі, разом з ними вона виступала на розігріві у відомої американської кантрі-співачки Ріби Макінтайр. Вона також була обрана Стівеном Спілбергом для виконання пісні «Боже, благослови Америку» у фільмі «Штучний розум», але в остаточний варіант стрічки цей епізод не потрапив. Пізніше вона записала чотири власні пісні, але незабаром вирішила зосередитися на акторській кар'єрі.

## Фільмографія
| Рік       |    | Українська назва              | Оригінальна назва                 | Роль                       |
| --------- | -- | ----------------------------- | --------------------------------- | -------------------------- |
| 1998      | с  | Сабріна — маленька відьмочка  | Sabrina, the Teenage Witch        | маленька дівчинка          |
| 1999      | ф  |                               | Michael Landon, the Father I Knew | Шона Лендон у віці 8 років |
| 2000      | ф  |                               | Robbers                           | дочка дантиста             |
| 2000      | тф |                               | From Where I Sit                  | Анна                       |
| 2000      | тф |                               | Edgar MaCobb Presents             | Саллі                      |
| 2000      | с  | Усі жінки — відьми            | Charmed                           | юна Крістіна Ларсон        |
| 2000      | с  | Практика                      | The Practice                      | Дженніфер Вейкфілд         |
| 2000      | с  | Швидка допомога               | ER                                | Тейлор Волкер              |
| 2000      | ф  |                               | Her Married Lover                 | старша дочка               |
| 2001      | ф  |                               | Say Uncle                         | Люсі Янік                  |
| 2001      | ф  | Донні Дарко                   | Donnie Darko                      | Саманта Дарко              |
| 2001      | с  | Так, дорога!                  | Yes, Dear                         | Брук                       |
| 2001      | с  | Лот                           | The Lot                           | Пеггі Франклін             |
| 2001      | ф  | Штучний розум                 | Artificial Intelligence: AI       | дитина                     |
| 2001      | мф | Сен і Тіхіро у полоні духів   | Тіхіро (голос)                    |                            |
| 2001      | с  |                               | That's Life                       | Мэрі-Еллен                 |
| 2001      | с  | Дотик ангела                  | Touched by an Angel               | Гізер Олбрайт              |
| 2001      | с  |                               | Inside Schwartz                   | Ренді Джонсон              |
| 2002      | с  | Семійне право                 | Family Law                        | Джеймі Гарібальді          |
| 2002      | мф | Ліло і Стіч                   | Lilo & Stitch                     | Ліло (голос)               |
| 2002      | вг |                               | Stitch Experiment 626             | Ліло (голос)               |
| 2002      | ф  | Щурі                          | The Rats                          | Емі Костелло               |
| 2002      | ф  | Дзвінок                       | The Ring                          | Самара Морган              |
| 2003      | ф  |                               | Haunted Lighthouse                | Аннабель                   |
| 2003      | ф  | Кароліна                      | Carolina                          | юна Джорджія Мірабо        |
| 2003      | ф  | Тишина                        | Silence                           | Рейчел Прессман            |
| 2003      | ф  | Нові пригоди Стіча            | Stitch! The Movie                 | Ліло (голос)               |
| 2003      | с  |                               | Fillmore                          | Джойс Самметт              |
| 2003      | в  | Бетховен 5                    | Beethoven's 5th                   | Сара Ньютон                |
| 2003—2004 | с  | Олівер Бін                    | Oliver Beene                      | Джойс                      |
| 2003—2007 | мс | Ліло і Стіч                   | Lilo & Stitch: The Series         | Ліло (голос)               |
| 2004      | с  | CSI: Місце злочину            | CSI: Crime Scene Investigation    | Тесса Прісс                |
| 2004      | с  | Мертва справа                 | Cold Case                         | Аріель Шуман               |
| 2005      | ф  | Дзвінок 2                     | The Ring 2                        | Самара Морган              |
| 2006      | мф | Лерой та Стіч                 | Leroy & Stitch                    | Ліло (голос)               |
| 2006—2011 | с  | Велике кохання                | Big Love                          | Ронда Вольмер              |
| 2007—2010 | с  |                               | Betsy's Kindergarten Adventures   | Бетсі                      |
| 2008      | с  |                               | Without a Trace                   | Діана Рід                  |
| 2009      | ф  | С. Дарко                      | S. Darko                          | Саманта Дарко              |
| 2009      | с  | Милосердя                     | Mercy                             | Ешли Джеффріс              |
| 2010      | ф  |                               | In Between Days                   | Кент                       |
| 2011      | ф  | Мордочка                      | Prettyface                        | Дженна                     |
| 2012      | ф  | Маленький червоний візок      | Little Red Wagon                  | Келлі Боннер               |
| 2012      | ф  | Жовтий                        | Yellow                            | юна Мері                   |
| 2013      | ф  |                               | Madame Le Chat                    | Клатзі                     |
| 2014      | ф  |                               | JacobJosefAimee                   | Еймі                       |
| 2015      | ф  |                               | Killer Crush                      | Пэйдж Йорк                 |
| 2015      | ф  | Звірство на блакитному екрані | Wild in Blue                      | Рейчел                     |
| 2016      | ф  | Джек вирушає додому           | Jack Goes Home                    | Шенда                      |
| 2016      | ф  | Американська романтика        | American Romance                  | Кріссі Медісон             |
| 2016      | вг |                               | Let It Die                        | Ківако Сето                |

## Нагороди та номінації
| Рік  | Фільм                               | Нагорода                                     | Категорія                                                           | Результат | Примітки |
| ---- | ----------------------------------- | -------------------------------------------- | ------------------------------------------------------------------- | --------- | -------- |
| 2002 | Дотик ангела // Touched by an Angel | премія «Молодий актор» (Young Artist Awards) | Найкраща молода гість-акторка у головних ролях у серіалі            | Номінація |          |
| 2003 | Дзвінок                             | Phoenix Film Critics Society Awards          | Best Performance by a Youth in a Leading or Supporting Role: Female | Номінація |          |
| 2003 | Дзвінок                             | MTV Movie Awards                             | Найкращий лиходій                                                   | Перемога  |          |
| 2003 | Ліло і Стіч                         | Енні                                         | Найкращий актор озвучування в анімаційному фільмі                   | Перемога  |          |
| 2003 | Ліло і Стіч                         | Phoenix Film Critics Society Awards          | Best Performance by a Youth in a Leading or Supporting Role: Female | Номінація |          |
| 2003 | Ліло і Стіч                         | премія «Молодий актор» (Young Artist Awards) | Найкращий актор озвучування: Вік понад 10 років                     | Перемога  |          |